# ModiLuft
ModiLuft (offiziell zunächst MG Express Ltd., später Modiluft Ltd.) war eine indische Linienfluggesellschaft, die ihren Betrieb im Frühjahr 1993 mit Unterstützung von Lufthansa aufnahm. Die Betriebseinstellung erfolgte im Jahr 1996.

## Geschichte
Die indische Modi Group hatte am 9. Februar 1984 das Unternehmen Genius Leasing Finance and Investment Company gegründet, das neben firmeninternen Flügen ab dem 14. März 1984 auch Lufttaxi-Dienste auf Charterbasis anbot. Die indische Regierung leitete Anfang der 1990er-Jahre die Deregulierung des nationalen Luftverkehrs ein, woraufhin sich die Modi Group zur Gründung einer Linienfluggesellschaft entschloss, die zunächst den Namen MG Express erhielt. Das Air Operator Certificate der Genius Leasing Finance and Investment Company wurde im Frühjahr 1993 auf die neue Gesellschaft übertragen. Die MG Express Ltd. beauftragte parallel dazu Lufthansa mit der logistischen und organisatorischen Planung des operativen Betriebs sowie mit der Durchführung der Flüge auf Wet-Lease-Basis. Daneben war die deutsche Gesellschaft auch für die Wartung der Flugzeuge vor Ort verantwortlich. Um die Zusammenarbeit mit Lufthansa auch im Außenauftritt sichtbar zu machen, entschied sich die MG Express den Linienflugbetrieb unter dem Markennamen ModiLuft durchzuführen. Ebenso lehnte sich das Corporate Identity stark an dem der Lufthansa an.
Im April 1993 wurde die erste, einen Monat später zwei weitere Boeing 737-200 von Frankfurt nach Neu-Delhi überführt, mit denen die Betriebsaufnahme erfolgte. Die Linienflüge wurden anfangs von deutschen Piloten und indischen Flugbegleitern durchgeführt. Eine vierte von Lufthansa gemietete Boeing 737-200 ergänzte im Mai 1994 die Flotte. Im Sommer 1994 erwog Lufthansa eine 40%ige Beteiligung an der Gesellschaft zu erwerben, realisierte diese Pläne aber nicht.
Lufthansa beendete die Zusammenarbeit mit dem indischen Unternehmen im Jahr 1995 und kündigte am 29. Mai 1996 die Mietverträge für die Flugzeuge auf, nachdem offene Leasingraten in Höhe von drei Millionen DM aufgelaufen waren. ModiLuft hatte bereits zuvor eine Boeing 737-200 an die deutsche Gesellschaft zurückgegeben, wollte die drei anderen Maschinen aber mit indischen Besatzungen weiter betreiben. Lufthansa klagte daraufhin auf die Herausgabe ihrer Flugzeuge. Während des Rechtsstreits wurden die drei Boeing 737-200 in Neu-Delhi eingelagert. ModiLuft setzte ihre Linienflüge zunächst mit drei von Air UK Leisure geleasten Boeing 737-400 fort. Die Betriebseinstellung erfolgte im Herbst 1996. Das Unternehmen ModiLuft Ltd. blieb im Anschluss als Mantelgesellschaft bestehen. Das Air Operator Certificate des Unternehmens wurde im Jahr 2004 auf die neu gegründete Royal Airways Ltd. übertragen, die ihren Flugbetrieb am 24. Mai 2005 unter dem Namen SpiceJet aufnahm.

## Flotte

### Flotte bei Betriebseinstellung
Zum Zeitpunkt der Betriebseinstellung bestand die Flotte der ModiLuft aus drei Boeing 737-400. Ihre drei in Neu-Delhi eingelagerten Boeing 737-200 erhielt Lufthansa erst am 30. September 1997 zurück.

### Zuvor eingesetzte Flugzeuge
- Boeing 737-200 (von 1993 bis 1996 geleast von Lufthansa)